# Beach House (canção)
"Beach House" é uma canção do duo norte-americano The Chainsmokers, gravada para o seu segundo álbum de estúdio Sick Boy. O seu lançamento ocorreu a 6 de novembro de 2018, através das editoras discográficas Disruptor Records e Columbia Records, servindo como single de promoção do seu futuro segundo álbum de estúdio. Através da rede social Twitter, a banda afirmou que "adora a música, pois é uma tentativa de voltar às suas raízes com um sentimento clássico" que lhes é conotado, acrescentando ainda que o tema é inspirado pela igualmente dupla Beach House.

## Faixas e formatos
| Descarga digital |               |         |  |
| N.º              | Título        | Duração |  |
| 1.               | "Beach House" | 3:26    |  |

## Desempenho comercial

### Posições nas tabelas musicais
| Tabela musical (2018)          | Melhor posição |
| ------------------------------ | -------------- |
| Alemanha - Single-Charts       | 92             |
| Austrália - ARIA Singles Chart | 96             |
| Irlanda - Top 100 Singles      | 74             |
| Nova Zelândia - NZ Hot Singles | 2              |
| Suécia - Sverigetopplistan     | 56             |
| Suíça - Schweizer Hitparade    | 93             |